# Amundsenzee
De Amundsenzee is een arm van de Zuidelijke Oceaan in Marie Byrdland, een deel van West-Antarctica. 
De randzee wordt begrensd door Thurstoneiland in het oosten en Cape Dart in het westen. In het oosten gaat de zee over in de Bellingshausenzee. De Amundsenzee is genoemd naar de Noorse ontdekkingsreiziger Roald Amundsen, die het gebied met een Noorse expeditie, onder leiding van Kapitein Nils Larsen, verkende in februari 1929.
De zee is het grootste gedeelte van het jaar bedekt met ijs, en de Thwaites-ijstong komt er in uit. De ijsmassa heeft een gemiddelde dikte van drie kilometer en het oppervlak is ruwweg hetzelfde als dat van Frankrijk. De zee is een van de drie belangrijkste ijsbassins van West-Antarctica, samen met de Rosszee en de Weddellzee. 
In maart 2007 bestudeerden wetenschappers door middel van satellieten en expedities met vliegtuigen het ijs, en concludeerden dat het ijs dunner werd omwille van windveranderingen, die ervoor zorgden dat er warmer water onder de ijsmassa kon stromen.